# The Clean Gun
The Clean Gun er en amerikansk stumfilm fra 1917 af Harry Harvey.

## Medvirkende
- Stanley J. Preston som Jack Algers.
- Edward Jobson som Dean Grayson.
- Kathleen Kirkham som Matie Norton.
- Robert Weycross som Senator Norton.
- William Marshall som Edward Brantonx.